# Yannis Rítsos

Yannis Rítsos

Yánnis Rítsos (Grieks: Γιάννης Ρίτσος) (Monemvasia, 1 mei 1909 — Athene, 11 november 1990) was een geëngageerd Nieuwgrieks dichter.
Hij werd geboren in Monemvasia. Hij debuteerde in 1934 met de bundel Traktoren en trad nog datzelfde jaar toe tot de communistische beweging. Deze keuze leidde voor hem herhaaldelijk tot grote politieke tegenkanting, onder andere van het rechtse Metaxás-regime en later onder de Kolonelsdictatuur (1967–1974). Hij zat een gevangenisstraf uit op het beruchte eiland Jaros, maar kwam vrij in 1972 onder druk van de gemobiliseerde wereldopinie. In 1975 ontving hij een eredoctoraat van de Universiteit van Thessaloníki, in 1977 van de Universiteit van Birmingham. Rítsos overleed te Athene op 81-jarige leeftijd.
Ritsos’ inspiratiebron lag in de vele vormen van onderdrukking en verdriet in de wereld; hij verklankte zijn gedachten meestal in een rijkgeschakeerde lyriek, met een directe en geïnspireerde zeggingskracht. Veel van zijn werk werd vertaald en raakte in West-Europa bekend door de toonzettingen van Mikis Theodorákis, onder andere Epitáphios (= Dodenklacht), Romiosýni (= Griekendom).
- Bibsys: 90102801
- Biblioteca Nacional de España: XX1089834
- Bibliothèque nationale de France: cb119220671 (data)
- Catàleg d'autoritats de noms i títols de Catalunya: 981058518672306706
- CiNii: DA12467211
- Digitale Bibliotheek voor de Nederlandse Letteren: rits009
- Gemeinsame Normdatei: 118788957
- International Standard Name Identifier: 0000 0001 2148 6423
- Library of Congress Control Number: n80037051
- Nationale Bibliotheek van Letland: 000163109
- MusicBrainz: 8d2a17f6-2213-4c0b-88ed-ba8984f62e71
- Bibliotheek van het Japanse parlement: 00473821
- Nationale Bibliotheek van Tsjechië: jn20000604657
- Nationale bibliotheek van Australië: 35454112
- Nationale Bibliotheek van Israël: 987007522141305171
- Nationale Bibliotheek van Polen: a0000002615705
- Nederlandse Thesaurus van Auteursnamen: 068481977
- Réseau des bibliothèques de Suisse occidentale: 02-A000138025
- Istituto Centrale per il Catalogo Unico: CFIV023865
- LIBRIS: 197679
- SNAC: w6r49t8z
- Système universitaire de documentation: 027101614
- Trove: 958595
- Virtual International Authority File: 116860933
- WorldCat: E39PBJh8R4bkQHFJDb3gcTttKd